# Concepción (Santa Cruz)
Concepción is de hoofdstad van de provincie Ñuflo de Chávez in het departement Santa Cruz in Bolivia.

## Werelderfgoedlijst
De stad staat bekend als onderdeel van de Jezuïetenmissies van Chiquitos, die wordt verklaard in 1990 een Werelderfgoedlijst.

## Geboren
- Hugo Banzer (1926-2002), president van Bolivia (1997-2001) en dictator